# Kék fadongó
A kék fadongó (Xylocopa violacea) Európa egyik legnagyobb termetű méhfaja. Nemcsak Európában, hanem Ázsiában is őshonos. A Xylocopa nemzetség legtöbb fajához hasonlóan a kék fadongó is korhadó fákba készíti fészkét. Sokakat megrémisztő külleme és mérete ellenére viszonylag szelíd állat, nem különösebben agresszív, csak akkor támad, ha kényszerítve van.

## Jellemzése
A kék fadongó elterjedési területe Európától Kína középső részéig húzódik, a 30. szélességi foktól északra. India északi területein is előfordul. Nyugat-Európában a faj terjeszkedik. 2006-ban a Brit-szigeteken is megjelent. 
A kék fadongó egyedei áprilisban vagy májusban jönnek elő a fák törzséből. Késő tavasszal és kora nyáron a kék fadongó párt keres magának, illetve megfelelő fészkelőhelyet. Párzás után a nőstények alagutakat ásnak korhadó fák törzsébe, vagy régebbi járatokat keresnek fel. Innen származik a faj neve is. Más magányos méhfajokhoz hasonlóan a nőstény egyedül készíti el fészkét. A petéket egymás melletti cellákba rakja, majd mindegyik mellé pollent hord. A kikelő lárvák azután ebből táplálkoznak. A kifejlett egyedek késő nyáron jönnek elő. Ezek a hideg évszakban áttelelnek, majd tavasszal a ciklus újrakezdődik.

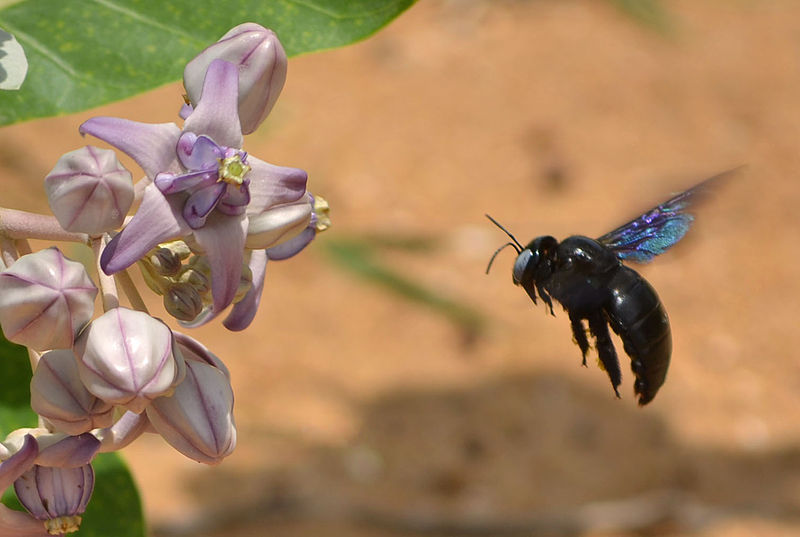
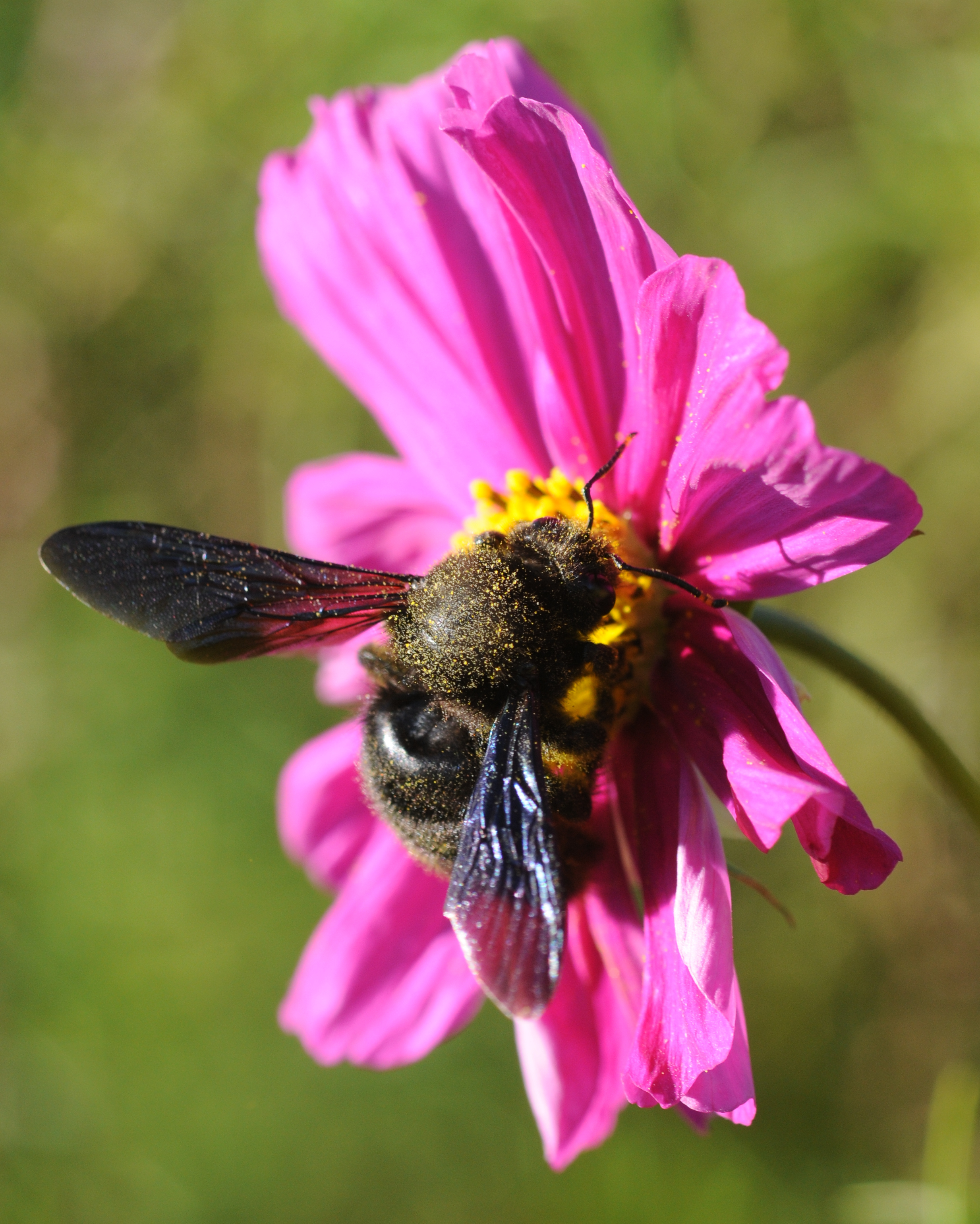
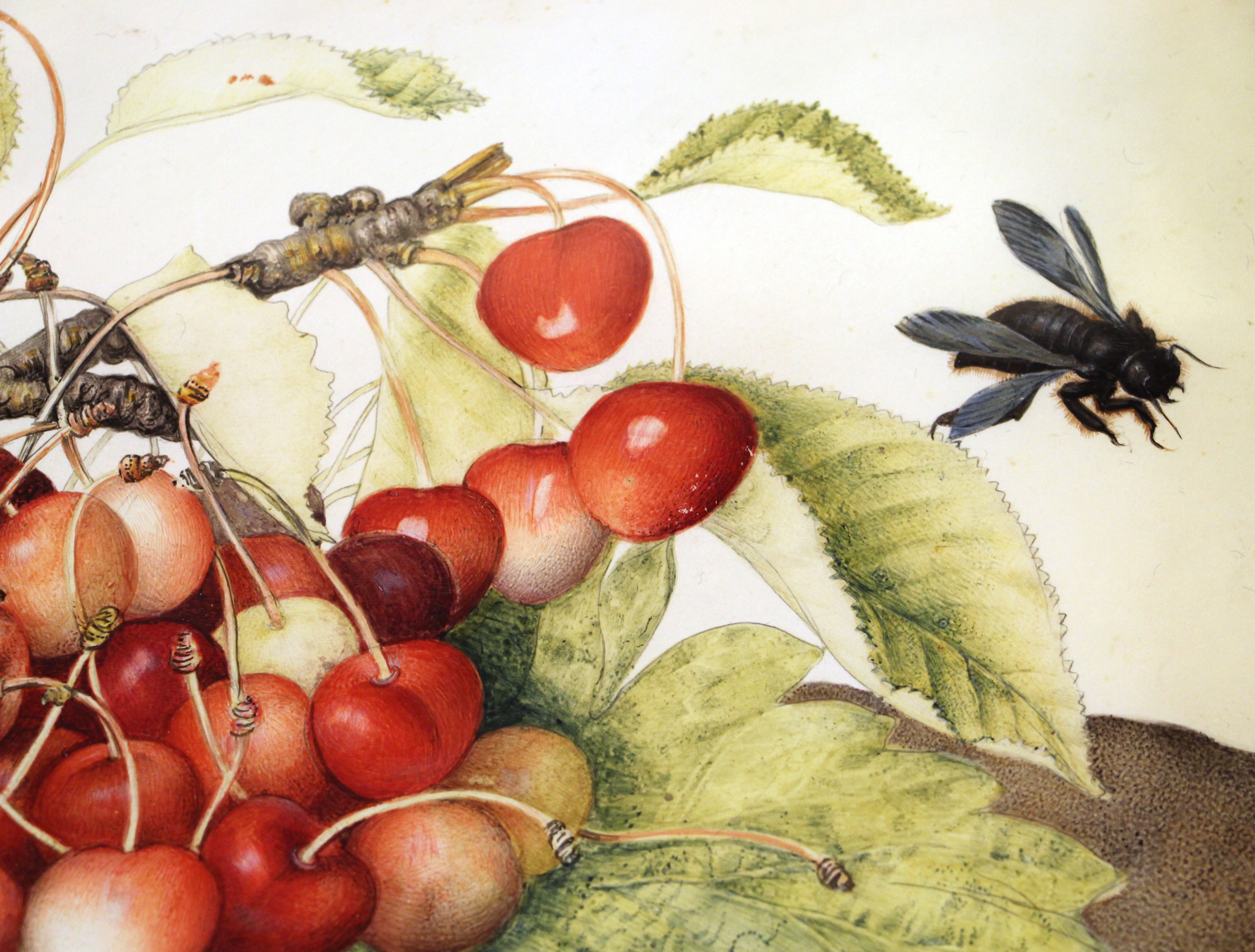

## Fordítás
- Ez a szócikk részben vagy egészben  a   Xylocopa violacea című angol Wikipédia-szócikk ezen változatának fordításán alapul.  Az eredeti cikk szerkesztőit annak laptörténete sorolja fel. Ez a jelzés csupán a megfogalmazás eredetét és a szerzői jogokat jelzi, nem szolgál a cikkben szereplő információk forrásmegjelöléseként.